# Kasereck
Kasereck – szczyt w grupie Schladminger Tauern, w Niskich Taurach. Leży w Austrii, w kraju związkowym Salzburg. Szczyt ten sąsiaduje z Kreuzhöhe i Gummaberg. Trochę dalej leży Hochgolling. Pod szczytem znajduje się jezioro Piendlsee. Pierwszego wejścia dokonał Hans Wödl.